# Catéter

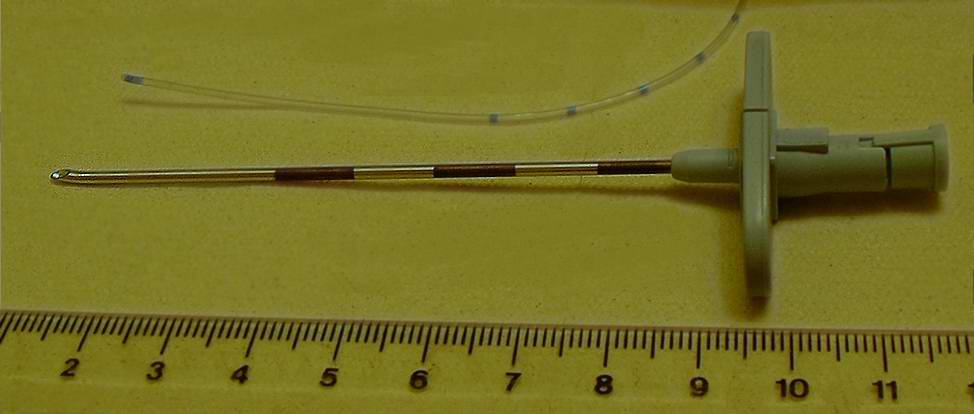
Catéter epidural (arriba) junto a aguja (abajo).

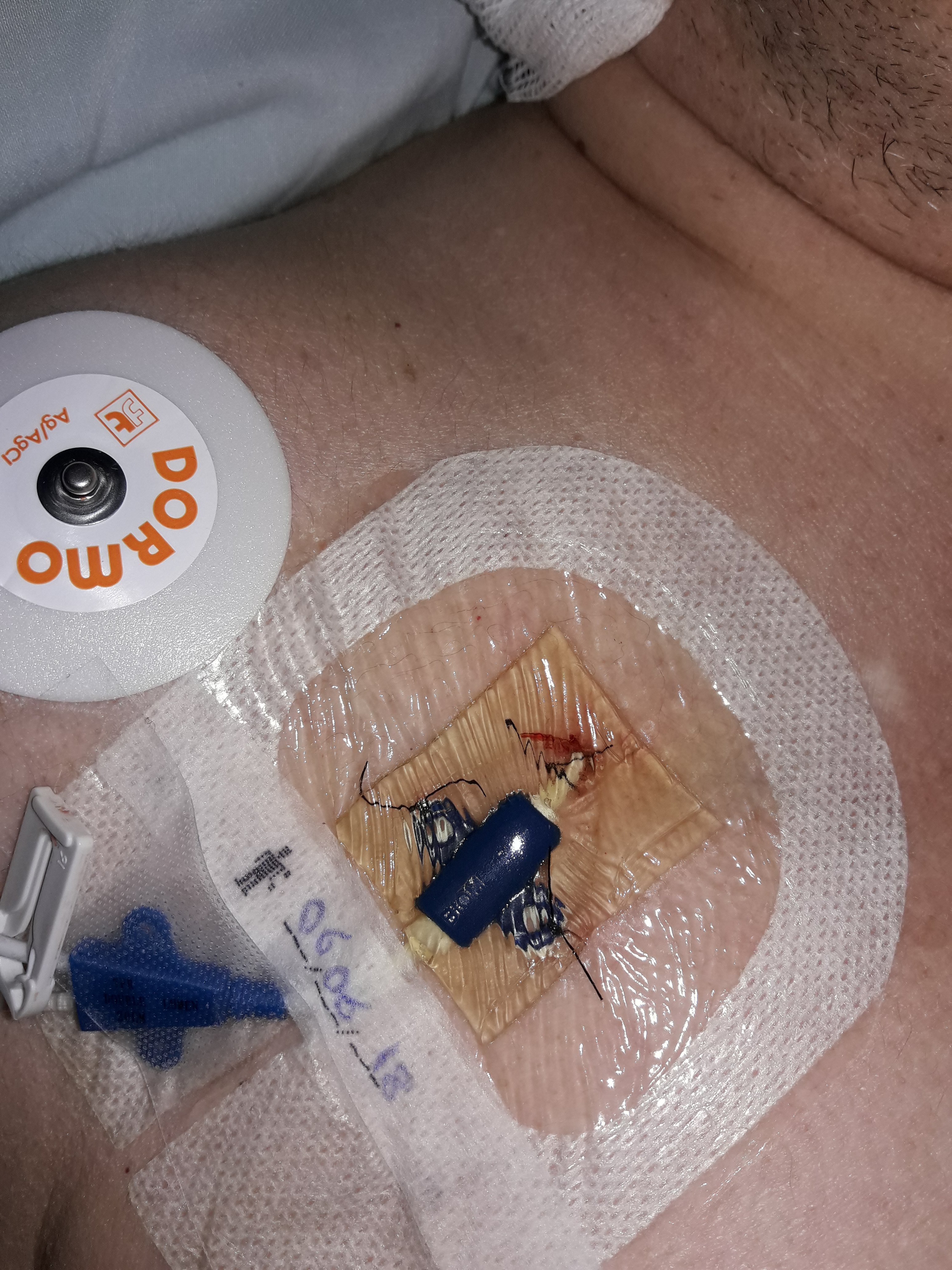
Catéter venoso central de acceso subclavia.

Un catéter (del latín cathĕter, y este del gr. καθετήρ) es, en medicina y enfermería, un dispositivo con forma de tubo estrecho y alargado que se introduce en un tejido o una vena. Los catéteres permiten la inyección de fármacos, el drenaje de líquidos o bien el acceso de otros instrumentos médicos. Existen muchos tipos de catéter, como lo son el catéter de Tenckhoff, catéter de Mahurkar, catéter Vizcarra (que comúnmente se le conoce como "punzocat",  catéter largo, catéter central, etc.).
Se inventó en Estados Unidos en 1752.

## Usos
La colocación de un catéter en una parte particular del cuerpo puede permitir:
- catéter urinario: drena la orina de la vejiga urinaria como en el cateterismo urinario, por ejemplo, los catéteres intermitentes o el catéter/sonda de Foley o incluso cuando la uretra está dañada como en el cateterismo suprapúbico llamado también talla suprapúbica.
- drenaje de la orina desde el riñón mediante nefrostomía percutánea (a través de la piel)
- Drenaje de colecciones de líquidos, por ejemplo, absceso intraabdominal o acumulación de líquidos de ascitis
- catéter de coleta: se utiliza para drenar el aire alrededor del pulmón (neumotórax). Es conocido también como catéter pleural.
- Administración de líquidos intravenosos  medicamentos con un catéter venoso periférico. Para la nutrición parenteral es por medio de un catéter central.
- angioplastia, angiografía, septostomía con globo, sinuplastia globo, pruebas de electrofisiología cardíaca la ablación con catéter. A menudo se utiliza la técnica de Seldinger.
- Medición directa de la presión arterial en una arteria o vena.
- Medición directa de la presión intracraneal.
- Administración de anestesia en el espacio epidural, el espacio subaracnoideo o alrededor de un haz de nervios importante, como el plexo braquial.
- administración de oxígeno, agentes anestésicos volátiles y otros gases respiratorios en los pulmones utilizando un tubo endotraqueal.